# Walter Bishop

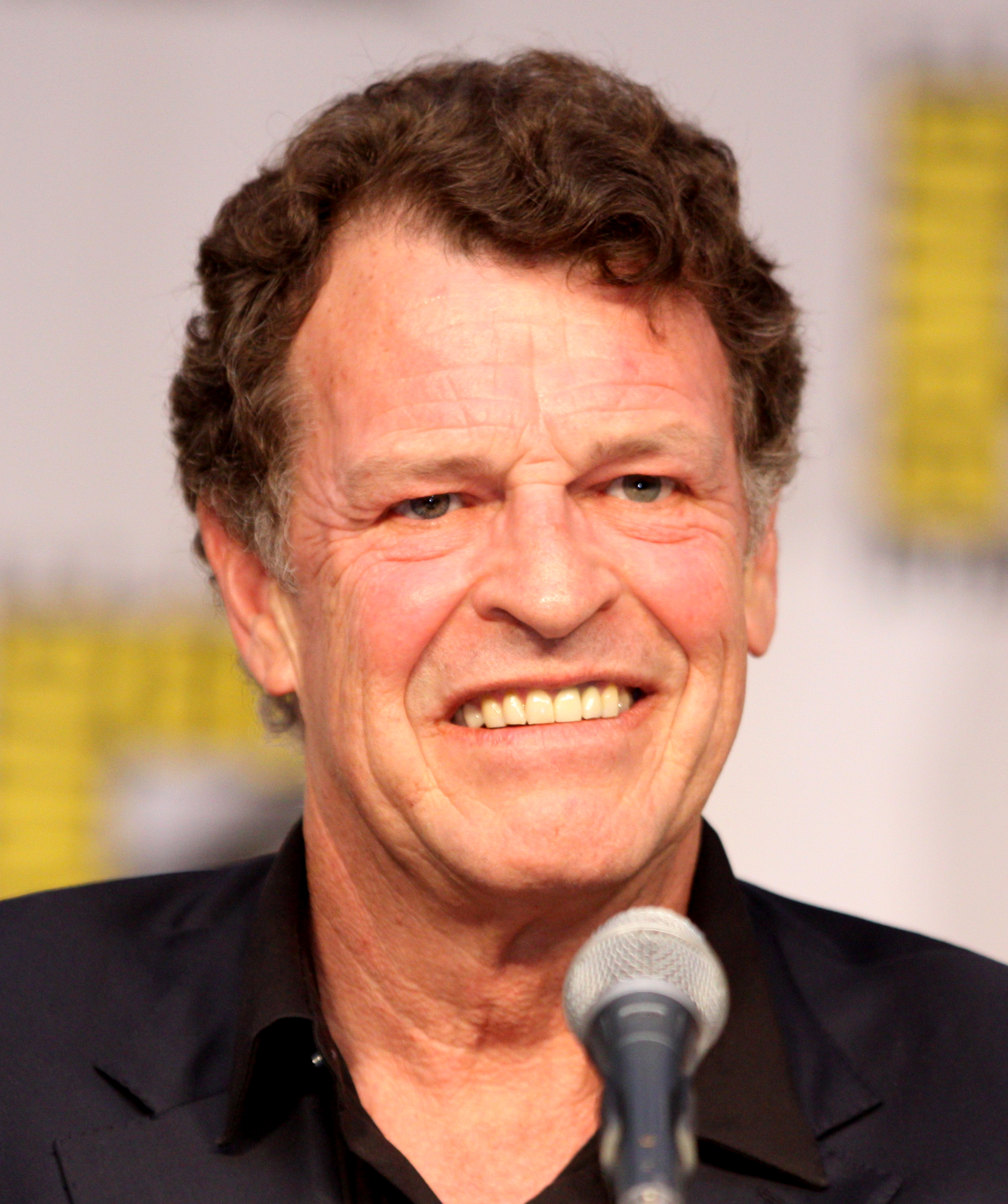
El actor John Noble interpreta a Walter Bishop. Aquí en la Convención de Cómics de San Diego (California) celebrada en 2010.

Walter Bishop, interpretado por el australiano John Noble, es un personaje ficticio de Fringe, serie producida por la Fox y protagonizada por la también australiana Anna Torv y el canadiense Joshua Jackson.

## Biografía
Walter Bishop es un científico con un cociente intelectual de 196. Nació en Cambridge en 1946 y su padre trabajó cómo espía de los aliados en la Alemania nazi. Estudió en la Universidad de Harvard y realizó sus estudios de postgrado en la Universidad de Oxford y el MIT.
Fue detenido después de un accidente en su laboratorio, que dio lugar a un homicidio involuntario. Estuvo encerrado en el Instituto mental Santa Clara durante 17 años, hasta que su hijo Peter (Joshua Jackson) firmó la solicitud para el alta. Es por ello que Walter se asombra ante la nueva tecnología, deja a su hijo que descifre ciertos misterios, dice cosas obvias que nadie más dice y tiende a cantar mientras trabaja porque le ayuda a pensar. Otra costumbre que tiene es la de comer y beber mientras hace autopsias. En definitiva, es el arquetipo de científico loco.
Desde la década de los 70 hasta los 90 trabajó en un laboratorio situado en un sótano de la Universidad de Harvard. Allí llevó a cabo, junto a William Bell (Leonard Nimoy) y otros asistentes, ciertos experimentos. Uno de ellos, producido en 1991, provocó la muerte de uno de estos asistentes y, tras ser acusado de utilizar a personas cómo conejillos de indias, fue declarado culpable de homicidio involuntario e internado en el instituto de salud mental. Sólo pudo ser visitado por sus familiares más directos. 
Diecisiete años después, y por orden de la agente del FBI Olivia (Anna Torv), su hijo Peter firma la autorización para el alta. Sin embargo, entre las consecuencias destaca una: está socialmente perjudicado. Habla de forma inconexa y con frecuencia se distrae. Estar cerca de Peter parece que le ayuda, por eso se le permite trabajar en su antiguo laboratorio. Una cosa que tiene clara es que no quiere volver al manicomio del que provino. Durante una visita temporal al instituto de salud mental, se sintió como una nueva versión de sí mismo. También tiene conexiones con varios casos de los que ni siquiera tiene voz ni voto.

## Curiosidades
| Capítulo | Curiosidad |
| 1.04     | El padre de Walter murió joven y por razones desconocidas. |
| 2.10     | Walter carece tres porciones de su tejido celebral. Curiosamente aquellos que contenían sus conocimientos sobre la apertura a una puerta al universo paralelo. Fue una decisión conjunta con William Bell (Leonard Nimoy) y fueron colocadas en los cerebros de tres personas corrientes, pero al dar signos de locura les fueron retirados. Es secuestrado por Newton (Sebastian Roché), líder de los cambia forma, para interrogarle sobre sus conocimientos. Durante el interrogatorio, Walter vuelve a estar sano y recupera sus recuerdos perdidos. |
| 2.14     | El padre de Walter fue un espía aliado en la Alemania nazi. Al huir en 1943 a Estados Unidos cambió su apellido Bishoff por Bishop. |
| 2.16     | Walter le revela a Olivia cómo raptó al Peter del otro universo y le trajo a este, ocultándole siempre este secreto. Cuando su hijo Peter enfermó de una enfermedad genética extraña y él no pudo curarle, estudió a Walternativo para ver si él encontraba una cura. Tras fallecer Peter, Walter decide viajar al otro universo y raptarle, provocando un odio profundo de Walternativo hacia nuestro universo y provocando una serie de catástrofes en el otro. |
| 2.18     | Walter decide contarle a Peter, mediante una carta, la verdad. Mientras, Fringe investiga el caso de un hombre que viaja en el tiempo para salvar a la vida a su novia, que murió en un accidente de coche. Cuando Walter consigue hablar finalmente con él, le cuenta que es un error y que él cometió uno similar (dando a entender que secuestrar a Peter lo fue). Cuenta una anécdota: tiempo atrás le pidió a Dios que cuando le perdonara por ello le enviara una señal en forma de tulipán blanco. Cuando el viajero en el tiempo vuelve a atrás le entrega un dibujo de un tulipán al Walter del pasado, que, sin conocerle, piensa que realmente ha sido Dios. |
| 2.19     | Cuando su Peter intenta frustrar los planes de Newton de crear un puente entre ambos universos descubre que él mismo nació en el otro universo. Enfadado con Walter, no solo por mentirle si no por culparle del suicidio de su madre, decide huir. Nadie sabe a donde ha ido ni cuando volverá, si es que tiene intención de hacerlo... |
| 2.21     | Peter conoce a Walternativo, su verdadero padre y perteneciente al otro universo. |

## Expiación y redención
La vida de Walter Bishop es, en gran medida, una historia de expiación y búsqueda de redención. La conciencia del personaje se halla atormentada por los “pecados” que, considera, cometió en su juventud. La experimentación con niños, la muerte de su hijo (que todo su talento científico no pudo evitar), el secuestro de Peter, la pérdida de su esposa, el accidente que costó la vida a su ayudante, su irresponsable viaje dimensional que amenaza con destruir dos universos; así como su incapacidad para confesarle la verdad a Peter sobre su origen.
Cierto es que todas estas acciones respondían a propósitos benéficos, en su camino de búsqueda del conocimiento y del progreso humano: la preparación de un “ejército” que protegiera la Tierra de la guerra dimensional (del cual Olivia Dunham es la pieza clave), la salvación de la vida de Peter con el remedio que no pudo aplicarle a su hijo, el miedo a perderle si le revelaba la verdad… Aún así su mente se quebró y el encierro psiquiátrico que sufrió durante 17 años ha sido recibido por él como un justo castigo y un medio de expiación.
En gran medida, su labor en la División Fringe a partir de su liberación ha supuesto para Walter una oportunidad de enmendar sus errores, más aún al poder trabajar con Peter y con Olivia (una de las víctimas infantiles de sus experimentos). El perdón de su hijo tras conocer la verdad y el hecho de que con Olivia haya llegado a desarrollar una relación paterno-filial ha atemperado en gran medida sus demonios. También la reconciliación lograda con su antiguo amigo William Bell.
Sin duda todo ello ha contribuido (él mismo lo admite) a convertir a Walter en una mejor persona de lo que fue en su juventud, cuando era un científico arrogante, egoísta y sin escrúpulos. Como prueba tiene a su reflejo del otro universo, Walternativo: el hombre en el que pudo llegar a convertirse.
Pese a todo la destrucción y muerte causadas por sus acciones en el universo alternativo (la despiadada y rencorosa personalidad de Walternativo es, en parte, también culpa suya) y la posibilidad de que se repitan en el suyo continúan torturando la ya de por sí alterada mente de Walter Bishop.